# Thiava
Thiava est une ancienne civitas romano-berbère située en Numidie, dans la province d’Afrique Proconsulaire, puis dans le royaume vandale. Elle est le siège d’un ancien diocèse catholique de rite latin.

## Histoire
Thiava, est située près de Thagaste, au sud d’Hippone, dans la haute vallée de la Medjerda, dans la province romaine de Numidie. Le site se trouve à proximité des villes actuelles d’Annaba et de Souk Ahras, en Algérie. La ville est attestée entre 300 et 640 apr. J.-C.
Elle est le siège d’un évêché dépendant d’Hippone.
Thiava se distingue par son appartenance religieuse presque entièrement donatiste (jugée hérétique). Elle est le théâtre d’un conflit avec l’Église catholique et l’archevêque de Carthage, le père de l’Église saint Augustin.
La ville devient un centre majeur de la controverse donatiste après la visite de Donatus Magnus.
Thiava est d’abord acquise au donatisme,, mais revient dans le giron de l’Église catholique grâce à l’action d’Augustin dans les années 390.
Le premier évêque connu de la ville est Honoratus, ami d’enfance d’Augustin, qui l’avait lui-même nommé. Honoratus avait été moine à Thagaste, à proximité.
En 402, Honoratus meurt à Thiava. Comme il avait été moine à la fois à Thagaste et à Thiava et possédait d’importants biens personnels, un litige éclate entre Thiava et Alypius de Thagaste. La coutume voulait alors que les moines lèguent leurs biens à la communauté monastique où ils avaient prononcé leurs vœux, et Alypius estimait donc que le patrimoine devait revenir à Thagaste.
Augustin tranche finalement en faveur de Thiava, mais décide que dorénavant, les successions intestates des membres du clergé devront être réglées selon le droit civil romain. Cette décision est notable étant donné ses attaches personnelles avec Thagaste.
La présence chrétienne prend fin au VIIe siècle avec la progression de l’islam.

## Diocèse
Le diocèse est rétabli nominalement en 1933 comme évêché titulaire catholique latin sous les noms de Thiava (en latin), avec les adjectifs Thiavensis / Tiava (en italien curial).
Il a été confié jusqu'à présent à des titulaires de rang épiscopal (le plus bas de la hiérarchie):
- Ignace Ramarosandratana (25 mai 1939 – 14 septembre 1955), dernier vicaire apostolique du vicariat apostolique de Miarinarivo (Madagascar) ; devient ensuite le premier évêque de Miarinarivo (14 septembre 1955 – décès le 1er septembre 1957).
- José Pedro da Silva (30 juillet 1956 – 13 février 1965), évêque auxiliaire du patriarcat de Lisbonne (Portugal), puis évêque du diocèse de Viseu (Portugal) (13 février 1965 – retraite le 14 septembre 1988) ; décédé en 2000.
- Eugène-Jean-Marie Polge (19 mai 1965 – 25 avril 1968), évêque auxiliaire de l’archidiocèse d’Avignon (sud de la France), puis archevêque titulaire de Curubis (25 avril 1968 – 25 juin 1970), coadjuteur d’Avignon (1968 – 1970), puis archevêque métropolitain d’Avignon (25 juin 1970 – retraite le 25 avril 1978) ; décédé en 1993.
- Stephen Stanislaus Woznicki (en) (30 octobre 1968 – décès le 10 décembre 1968), évêque émérite ; auparavant évêque titulaire de Peltae (en) (13 décembre 1937 – 28 mars 1950), évêque auxiliaire de l’archidiocèse de Détroit (États-Unis) (1937 – 1950), puis évêque de Saginaw (États-Unis) (1950 – retraite en 1968).
- Dermot Patrick O’Mahony (en) (13 février 1975 – décès le 10 décembre 2015), évêque auxiliaire de l’archidiocèse de Dublin (Irlande) (1975 – retraite en 1996), puis évêque émérite.
- Hélio Pereira dos Santos (depuis le 27 avril 2016), évêque auxiliaire de l’archidiocèse de Saint Salvador de Bahia (Brésil), sans prélature antérieure.

## Personnalités notables
- Minucius Félix, un écrivain du IIe ou du IIIe siècle, né à Thiava.